# Groovy (novela)
Groovy es una novela de José María Carrascal, ganadora del Premio Nadal en 1972 y del Premio Ciudad de Barcelona en 1973. Su título proviene del vocablo inglés groovy, que se traduce por guay, chachi, etc., y que se usa en el argot hippy.

## Resumen de la novela
La novela está escrita desarrollando un flashback. La protagonista, Pat, al llegar a Nueva York, se ve envuelta en varias peripecias, entre las que está unirse a una comuna hippy. Allí se producirá un homicidio y la policía acusará a la adolescente. A partir de ese punto narrativo, el flashback se hace más profundo y el lector se ve envuelto en los pormenores de la vida de Pat, el conocimiento profundo de la gran ciudad (singularmente el East Village) y del mundo hippie. 
Groovy está basada en un hecho real aparecido a inicios de la década de 1970 en el New York Times y en el que se inspiró el escritor madrileño.
El hilo narrativo no es lineal, como se ha definido, provocado por el flashback y las ideas y tramas secundarias fluyen desordenadamente hasta el final. Groovy es la primera novela de una trilogía de novelas ambientadas en Nueva York y escritas por Carrascal. Le siguen: Mientras tengas mis piernas (1975) –en la que recrea el mundo judío y sefardí de Nueva York- y Nunca volverás a casa (1997) –en la que retoma el tema de la novela de 1975-.